# Gran Premio d'Ungheria 2022
Il Gran Premio d'Ungheria 2022 è stata la tredicesima prova della stagione 2022 del campionato mondiale di Formula 1. La gara si è disputata domenica 31 luglio sul circuito dell'Hungaroring di Budapest, in Ungheria, ed è stata vinta dall'olandese Max Verstappen su Red Bull Racing-RBPT, al ventottesimo successo in carriera; Verstappen ha preceduto sotto la bandiera a scacchi i due piloti britannici della Mercedes, Lewis Hamilton e George Russell.
All'intero weekend di gara hanno assistito 290 000 spettatori, allora nuovo record per il Gran Premio d'Ungheria all'Hungaroring.

## Vigilia

### Sviluppi futuri
La W Series, campionato di contorno alla Formula 1 a partire dalla stagione precedente, annuncia la sua presenza accanto alla massima categoria per la prima volta nel weekend di gara del Gran Premio di Singapore sul circuito di Marina Bay, in programma il successivo 2 ottobre.
Il pilota tedesco dell'Aston Martin, Sebastian Vettel, annuncia il ritiro al termine della stagione. Vettel ha debuttato in Formula 1 nella stagione 2007 durante il Gran Premio degli Stati Uniti d'America alla guida dell'ex team tedesco BMW Sauber, come pilota di riserva. Sempre dal 2007 fino al 2008 ha corso per il costruttore italiano con all'epoca la denominazione di Toro Rosso, con cui vinse la prima gara nella categoria nel Gran Premio d'Italia 2008, all'epoca il pilota più giovane a trionfare in una gara. Dal 2009 al 2014 corre per il team austriaco Red Bull Racing, prima di approdare in Ferrari, dove compete dal 2015 al 2020. Nelle ultime due stagioni viene ingaggiato dal team britannico Aston Martin. Nel corso della sua carriera, ha disputato 290 Gran Premi, vincendone 53, al terzo posto nella classifica di tutti i tempi per gare vinte, e conquistando quattro mondiali piloti, al quarto posto nell'albo d'oro del mondiale, tutti con la Red Bull Racing, tra il 2010 e il 2013, con il primo mondiale vinto stabilendo il record del pilota più giovane a vincere un titolo iridato, oltre a stabilire, in 16 stagioni, 122 podi, al terzo posto generale, 57 pole position, al quarto totale, e 38 giri veloci, ottenendo 3 076 punti.

### Aspetti tecnici
Per questo Gran Premio la Pirelli, fornitore unico degli pneumatici, offre la scelta tra gomme di mescola C2, C3 e C4, la tipologia di pneumatici che caratterizza la gamma centrale del genere di coperture messe a disposizione dall'azienda italiana, la stessa scelta utilizzata nel Gran Premio di Francia, corso la settimana precedente. A partire dall'edizione 2019 del Gran Premio, l'azienda italiana ha sempre nominato la stessa tipologia.
La Federazione conferma le due tradizionali zone del Drag Reduction System in uso dall'edizione 2013 della gara quando l'organo mondiale dell'automobilismo decise di aumentare sul circuito dell'Hungaroring a due i tratti in cui utilizzare il dispositivo mobile, dopo l'unica precedente zona utilizzata dal 2011, stagione in cui il dispositivo fu introdotto nella categoria, fino alla stagione successiva, al fine di favorire i sorpassi. I piloti possono attivare l'alettone mobile posteriore sul rettilineo principale dei box e tra la curva 1 e la curva 2, il nuovo tratto aggiuntivo introdotto in seguito. Per entrambe le zone di attivazione vi è sempre un unico punto per la determinazione del distacco fra piloti, posto prima della curva 14.
Rispetto all'edizione 2021 del Gran Premio, vengono aumentate le postazioni dei commissari di percorso lungo il tracciato, la quale numerazione è ora in linea con i requisiti del codice sportivo internazionale.
Nella giornata del mercoledì notte, la Mercedes utilizza il terzo degli otto coprifuochi concessi durante la stagione per effettuare le operazioni sulle proprie vetture. La scuderia tedesca non riceve sanzioni.
Prima dell'inizio della prima sessione di prove libere del venerdì, viene stabilito che per contrastare le differenti velocità tenute, i piloti, durante il loro giro di lancio o quelli a bassa velocità, devono stare fuori dalla traiettoria dove possibile tra la curva 11 e la prima linea di safety car. L'erba sintetica longitudinale all'uscita della curva 5 viene rimossa, così come quella posta poco prima e dopo l'apice della curva 7.
Sulla vettura di Lando Norris viene installata la quarta unità relativa all'impianto di scarico. Il pilota britannico della McLaren non è penalizzato sulla griglia di partenza in quanto il nuovo componente installato rientra tra quelli utilizzabili nel numero massimo stabilito dal regolamento tecnico. Sulla vettura di Max Verstappen viene installata la quarta scatola del cambio e la quarta trasmissione, mentre la terza scatola del cambio e la terza trasmissione viene installata sulla vettura di Sebastian Vettel. Entrambi i piloti non sono penalizzati sulla griglia di partenza in quanto i nuovi componenti rientrano tra quelli utilizzabili nel numero massimo stabilito dal regolamento tecnico.

### Aspetti sportivi
Il Gran Premio rappresenta il tredicesimo appuntamento stagionale a distanza di una settimana dalla disputa del Gran Premio di Francia, dodicesima gara del campionato. Per la quinta volta durante la stagione, la prima tra il Gran Premio del Bahrein, gara inaugurale della stagione, e il Gran Premio d'Arabia Saudita, la seconda tra il Gran Premio di Spagna e il Gran Premio di Monaco, la terza tra il Gran Premio d'Azerbaigian e il Gran Premio del Canada, e la quarta tra il Gran Premio di Gran Bretagna e il Gran Premio d'Austria, il mondiale vede la disputa di un Gran Premio a distanza di una settimana dall'altra. È la settima gara complessiva del campionato nel vecchio continente, la quarta consecutiva a disputarsi in Europa, così come la quarta e ultima prova nel mese di luglio, e la seconda della seconda parte di stagione, prima della pausa estiva della durata di tre settimane. Il contratto per la disputa del Gran Premio d'Ungheria nel calendario del campionato mondiale di Formula 1, sempre sul circuito dell'Hungaroring, ha una valenza fino al termine della stagione 2027. Sponsor del Gran Premio per questa edizione è, come già accaduto per quella del 2020, la compagnia nazionale saudita di idrocarburi Aramco. A differenza della precedente edizione del 2021, corsa in agosto, il Gran Premio viene disputato nel mese di luglio, per la prima volta dall'edizione del 2020. Sono attesi circa 295 000 spettatori nel corso del weekend di gara, il quale rappresenta il record assoluto per il Gran Premio.
Presente nel calendario del campionato mondiale di Formula 1 fin dalla stagione 1986 e valido quale prova della categoria dallo stesso anno, il Gran Premio d'Ungheria vede la disputa della sua trentottesima edizione, la trentasettesima valida per il mondiale. Il Gran Premio, una volta inserito nel calendario del campionato mondiale, fu il primo a disputarsi in un Paese del blocco orientale. Il circuito dell'Hungaroring, che detiene il record del circuito più velocemente realizzato nella storia della Formula 1, è il tracciato ad aver ospitato tutte le edizioni della gara, su tre principali diverse configurazioni, la cui la prima utilizzata dall'edizione inaugurale del 1986 a quella del 1988, la seconda dall'edizione del 1989 a quella del 2002, in cui la lunghezza del tracciato, così come il numero totali delle curve, furono ridotte, mentre l'attuale terza in uso dall'edizione del 2003, in cui si caratterizza per la lunghezza maggiore rispetto alle due configurazioni precedentemente utilizzate, con una curva aggiuntiva rispetto al secondo vecchio layout. Il tracciato ungherese, per 36 volte, è dietro solo al circuito di Monza con 41, sede del Gran Premio d'Italia, per numero di edizioni di un Gran Premio disputate consecutivamente.
La Formula 1 si dichiara di continuare ad essere in corsa per fornire carburanti sostenibili al 100% per il 2026. Nell'ambito dei piani della categoria di raggiungere le zero emissioni nette entro il 2030, essa annuncia la sperimentazione di un carburante sostenibile al 100% che non solo può essere utilizzato nelle auto di Formula 1 dal 2026, ma anche in modo cruciale dalla maggior parte delle auto stradali in tutto il mondo. L'ingegnere britannico Pat Symonds, per molti anni impegnato nella categoria con diverse scuderie, nell'ordine Toleman, Benetton, Renault, Marussia e infine Williams, è a capo del team concentrato sulla creazione di questo carburante rivoluzionario, avendo trascorso mesi nella ricerca per creare il prodotto della migliore qualità per il 2026. La Ferrari annuncia l'investimento negli impianti a energia solare con Enel X tramite un nuovo sistema fotovoltaico nella sede di Maranello e una stazione di ricarica per i modelli ibridi, progettato per le specifiche esigenze di ricarica della gamma ibrida utilizzata dal costruttore. Il pilota messicano della Red Bull Racing, Sergio Pérez, diventa proprietario di una squadra, chiamata Team Mexico, che porterà il suo nome, nel campionato Union Internationale Motonautique, che ha tra i suoi cofondatori anche Alejandro Agag, imprenditore ed ex politico spagnolo, già ideatore della Formula E ed Extreme E. Il Consiglio Mondiale della Federazione, prima della disputa del Gran Premio, decide di mettere ai voti delle squadre l'introduzione della direttiva tecnica, in vigore dal successivo Gran Premio del Belgio in programma a fine agosto dopo la pausa estiva di tre settimane, per contrastare il fenomeno del saltellamento delle vetture in pieno rettilineo, noto come porpoising. La metrica che viene introdotta dalla Federazione riesce a misurare le oscillazioni solo in rettilineo e non in curva. La casa automobilistica tedesca Porsche acquisisce la scuderia austriaca Red Bull Racing. L'acquisizione comprende il 50% della Red Bull Technology nelle sue attività nei Gran Premi. Il piano originale prevedeva l'annuncio della partnership in occasione del Gran Premio d'Austria, corso a inizio luglio. L'idea è stata rimandata perché il Consiglio Mondiale dell'Automobile della Federazione non ha approvato i regolamenti sui motori che entreranno in vigore a partire dal 2026. L'approvazione di questi regolamenti è un prerequisito per Porsche per comunicare ufficialmente il suo ingresso in Formula 1. La scuderia di Milton Keynes ingaggia Phil Prew, capo della divisione motori della Mercedes. La scuderia svizzera Alfa Romeo rinnova la partnership con il marchio elvetico Sauber anche per la prossima stagione. La Formula 1 lancia la campagna chiamata "Drive It Out" per combattere gli atteggiamenti molesti, online ed offline. Nelle ultime settimane, si è verificato il crescente problema dell’aggressività e degli abusi che si sono scatenati tra tifosi sugli spalti dei circuiti, come in occasione del Gran Premio d'Austria e in questo Gran Premio, con gravi atteggiamenti discriminatori e violenti perpetrati da alcune di queste persone nei confronti di altre.
Il pilota di riserva dell'Alfa Romeo, il polacco Robert Kubica, prende parte alla prima sessione di prove libere del venerdì in sostituzione di Valtteri Bottas, con il numero 88. Kubica viene schierato per la terza volta in stagione, dopo aver preso il posto dell'altro pilota titolare della scuderia, il cinese Zhou Guanyu, nel corso della prima sessione di prove libere del venerdì del Gran Premio di Spagna, e sempre di Bottas, nella stessa sessione, nel precedente Gran Premio di Francia.
Per questo Gran Premio, come il precedente, la FIA designa il portoghese Eduardo Freitas quale direttore di gara. L'ex pilota di Formula 1, il britannico Derek Warwick, è nominato commissario aggiunto per la gara. Ha svolto già in passato tale funzione, l'ultima al Gran Premio di Monaco. È la casa automobilistica inglese Aston Martin a fornire la safety car e la medical car.

## Prove

### Resoconto
Carlos Sainz Jr. ottiene la migliore prestazione della prima sessione di prove libere del venerdì. In testa alla classifica di sessione si sono alternate le due Ferrari anche se, alla fine, al secondo posto si è piazzato Max Verstappen, che è riuscito a battere il tempo di Charles Leclerc. Al quarto posto si è classificato Lando Norris che aveva dedicato la maggior parte della sessione allo studio delle gomme medie. Il britannico della McLaren ha preceduto il connazionale George Russell, a sua volta davanti al messicano Sergio Pérez, staccato dal suo compagno di squadra Verstappen, pur essendosi concentrato solo sulla ricerca della prestazione da qualifica. Al sesto posto c'è Lewis Hamilton, autore di diverse imperfezioni di guida.
Leclerc è balzato in vetta nella seconda sessione del venerdì. Il pilota della Ferrari è stato veloce anche nella simulazione di gara, pur penalizzato da un piccolo problema alla gestione del motore, e da uno spiattellamento di una gomma. Anche in questa sessione si è dimostrata la competitività della McLaren, con Norris, staccato di due decimi dal monegasco, in seconda posizione, e Daniel Ricciardo, quinto. Sainz Jr., il migliore della prima sessione, è terzo. Anche il suo lavoro si è più indirizzato alla ricerca del passo di gara. Alle spalle dello spagnolo si è piazzato Verstappen, che ha accusato alcuni problemi di bilanciamento. Chi ha deluso, rispetto alla prima sessione, è la Mercedes: Russell ha chiuso con l'ottavo tempo e Hamilton con l'undicesimo. Le vetture tedesche soffrono per il sottosterzo. Si è confermato in difficoltà anche Pérez, solo nono, e staccato di sette decimi dal tempo di Verstappen.
Durante le prime due sessioni di prove libere del venerdì, Charles Leclerc, Lance Stroll e Nicholas Latifi utilizzano l'assemblaggio di una trasmissione al di fuori dell'allocazione prevista secondo il regolamento tecnico. Tutti i piloti non sono penalizzati sulla griglia di partenza in quanto tale operazione rientra tra quelle effettuabili nel numero massimo consentito dal regolamento tecnico.
Prima dell'inizio della terza sessione di prove libere del sabato, sulla vettura di Charles Leclerc viene installata la quarta scatola del cambio e la quarta trasmissione, mentre la terza scatola del cambio e la terza trasmissione viene installata sulla vettura di Lance Stroll e Nicholas Latifi. Tutti i piloti non sono penalizzati sulla griglia di partenza in quanto i nuovi componenti rientrano tra quelli utilizzabili nel numero massimo stabilito dal regolamento tecnico. Sulla vettura di George Russell viene installata la terza unità relativa MGU-K e sulla vettura di Charles Leclerc l'ottava unità relativa all'impianto di scarico. Entrambi i piloti non sono penalizzati sulla griglia di partenza in quanto i nuovi componenti rientrano tra quelli utilizzabili nel numero massimo stabilito dal regolamento tecnico.
La sessione del sabato è penalizzata da una forte pioggia, che costringe i piloti all'utilizzo delle gomme da bagnato estremo. Il solo ad azzardare gomme intermedie è Fernando Alonso. Il più veloce, con pista bagnata, è Leclerc, che è stato autore anche di un doppio testacoda. A pochi minuti dalla fine della sessione Sebastian Vettel, che aveva il terzo tempo, colpisce con l'anteriore le barriere, costringendo la direzione di gara a interrompere le prove. Rilanciata la sessione, sul tracciato ha fatto la sua presenza anche il sole, che ha consentito ai piloti di montare gomme da bagnato intermedio. A sorpresa la Williams ha piazzato Nicholas Latifi al primo e Alexander Albon al terzo posto. Al quarto posto è salito Verstappen, che nella prima parte di sessione non aveva girato.

### Risultati
Nella prima sessione del venerdì si è avuta questa situazione:
| Pos | Nº | Pilota           | Costruttore          | Tempo    | Gap    | Giri |
| --- | -- | ---------------- | -------------------- | -------- | ------ | ---- |
| 1   | 55 | Carlos Sainz Jr. | Ferrari              | 1'18"750 |        | 26   |
| 2   | 1  | Max Verstappen   | Red Bull Racing-RBPT | 1'18"880 | +0"130 | 24   |
| 3   | 16 | Charles Leclerc  | Ferrari              | 1'19"039 | +0"289 | 26   |

Nella seconda sessione del venerdì si è avuta questa situazione:
| Pos | Nº | Pilota           | Costruttore      | Tempo    | Gap    | Giri |
| --- | -- | ---------------- | ---------------- | -------- | ------ | ---- |
| 1   | 16 | Charles Leclerc  | Ferrari          | 1'18"445 |        | 27   |
| 2   | 4  | Lando Norris     | McLaren-Mercedes | 1'18"662 | +0"217 | 29   |
| 3   | 55 | Carlos Sainz Jr. | Ferrari          | 1'18"676 | +0"231 | 29   |

Nella sessione del sabato mattina si è avuta questa situazione:
| Pos | Nº | Pilota          | Costruttore       | Tempo    | Gap    | Giri |
| --- | -- | --------------- | ----------------- | -------- | ------ | ---- |
| 1   | 6  | Nicholas Latifi | Williams-Mercedes | 1'41"480 |        | 17   |
| 2   | 16 | Charles Leclerc | Ferrari           | 1'42"141 | +0"661 | 14   |
| 3   | 23 | Alexander Albon | Williams-Mercedes | 1'42"381 | +0"901 | 19   |

## Qualifiche

### Resoconto
Le nuvole sono minacciose sopra il circuito ma, nell'intero corso delle qualifiche, la pioggia non ricomparirà, se non in maniera molto lieve. Kevin Magnussen fa segnare il primo tempo di riferimento, in 1'20"388. Il danese è battuto da Lance Stroll, a sua volta battuto da Valtteri Bottas. Dopo che Lewis Hamilton si è portato al comando, tocca a Max Verstappen comandare la lista dei tempi, con 1'19"020. Russell sale terzo, davanti a Pérez. Le Ferrari, confidando che il tempo non peggiori, attendono cinque minuti prima di prendere la pista. Sainz Jr. è quarto, mentre Leclerc è solo decimo. Nel frattempo Verstappen ha abbassato ancora il suo tempo, mentre prima Russell, e poi Pérez, scalano in seconda posizione. Alonso sale quinto, mentre l'altra Alpine di Ocon è ottava. Poco dopo anche Hamilton migliora, ritornando secondo.
Verstappen fa segnare 1'18"509, mentre Leclerc si installa al secondo posto, a meno di tre decimi dal tempo dell'olandese. In seguito Sainz Jr. batte il compagno di scuderia e si porta a mezzo decimo da Verstappen. Tutti i piloti, a rischio taglio, rientrano in pista, nella parte finale di sessione. Yuki Tsunoda vede il suo tempo cancellato, per aver superato i limiti della pista. Hamilton porta il limite di sessione a 1'18"374, mentre Sainz Jr. si piazza a 0"060 prima che Russell s'intercali fra i due, a soli 0"033 dall'ex campione del mondo. Alonso sale quinto, Bottas settimo e Ricciardo sesto. Anche Norris risale, fino alla quinta posizione. Sono eliminati Tsunoda, Albon, Vettel, Gasly e Latifi. Curiosamente quest'ultimo ha il miglior parziale di primo settore.
Nella seconda fase Lewis Hamilton rovina il suo primo tentativo con un bloccaggio di uno pneumatico, venendo subito battuto da Russell (1'18"883). A sua volta il tempo del britannico è abbassato da Leclerc (1'18"769). Questa volta non è Sainz Jr. a battere il monegasco, ma Norris. Pérez sale secondo, ma anche il suo tempo è annullato per aver superato i limiti di pista. Chi batte Norris è Verstappen, il primo a scendere sotto il minuto e 18. Ocon risale terzo, mentre Alonso fa anche meglio, e scala secondo. Le due Alfa Romeo si riposizionano quarta e sesta. Le Mercedes tornano in pista; Hamilton chiude terzo, Russell quinto. Rientrano in pista anche le Ferrari, che sono state ricacciate dietro. Leclerc è secondo, mentre Sainz Jr. è quarto. Pérez, nel frattempo, si lamenta per delle gocce di pioggia sul rettilineo. Stroll e Magnussen non si migliorano, a differenza di Bottas e Ocon. Ciò riporta Pérez fuori dalla zona dei qualificati. Oltre al messicano, non accedono in Q3 Zhou, Magnussen, Stroll e Schumacher.
Nella terza fase delle qualifiche il primo tempo è di Esteban Ocon (1'18"890). Il francese non viene battuto da Ricciardo, ma da Leclerc (1'17"985), che ha anche una piccola indecisione, nella parte iniziale del giro. A sei decimi dal ferrarista si ferma Lando Norris. Chi batte il monegasco è, invece, Sainz Jr. (1'17"505). Alle spalle del suo della Ferrari c'è ora Alonso. Il tempo dello spagnolo è battuto da Hamilton, mentre Russell fa anche meglio, intercalandosi tra le due Ferrari. Chi manca il suo giro è Verstappen, solo settimo, penalizzato da un errore alla curva 2. Il secondo tentativo del pilota della Red Bull Racing viene vanificato da una perdita di potenza della power unit. Anche Hamilton non ha potuto compiere il secondo tentativo a causa di un problema al DRS. I piloti, che dopo il primo giro erano alle sue spalle in classifica, migliorano, retrocedendolo in decima posizione. Leclerc resta secondo, limando a soli 0"062 il distacco da Sainz Jr.. Lo spagnolo, dal suo canto, migliora, portando il limite a 1'17"421. Norris, invece, sale terzo. A sorpresa anche George Russell migliora, strappando la prima posizione allo spagnolo.
George Russell conquista la prima pole position in carriera, al quattordicesimo Gran Premio con la Mercedes, il centocinquesimo pilota ad ottenere la partenza dalla prima piazzola nella storia del mondiale, il terzo nuovo differente pilota del campionato a partire davanti a tutti, dopo Sergio Pérez e Carlos Sainz Jr., ed il primo con la vettura con il numero 63. Il pilota britannico conquista la prima fila per la prima volta dal Gran Premio del Belgio 2021 con la Williams, la terza complessiva dopo quella ottenuta nel Gran Premio di Sakhir 2020, sempre con la Mercedes. È stata la duecentonovantunesima pole position conquistata da un pilota britannico nella storia della categoria, il diciannovesimo pilota differente di questa nazionalità. La scuderia tedesca ottiene la prima pole position stagionale, per la prima volta dall'edizione inaugurale del Gran Premio d'Arabia Saudita corsa nel 2021 con Hamilton. Il team di Brackley pareggia il numero record di partenze al palo della McLaren e della Ferrari sul circuito dell'Hungaroring con otto. Sainz Jr., secondo, si qualifica davanti a Leclerc, terzo, solamente per la terza volta in stagione. Il pilota monegasco non ha mai vinto un Gran Premio partendo oltre la prima fila dello schieramento. La quarta posizione di Norris rappresenta per la seconda volta in campionato la miglior partenza stagionale sia per il pilota che per la McLaren, dopo quella ottenuta nel Gran Premio d'Australia. La scuderia britannica ottiene la miglior partenza sul circuito dell'Hungaroring per la prima volta dall'edizione 2012 del Gran Premio dove Hamilton ottenne la pole position, mentre Jenson Button si qualificò quarto. Ocon, quinto, per la terza volta in stagione alla miglior partenza in griglia, si qualifica tre posizioni avanti rispetto all'ottavo posto dell'edizione precedente della gara, poi vincitore. L'Alpine, con la sesta posizione di Alonso, presenta due vetture nelle prime sei posizioni per la prima volta in stagione. Sia Hamilton, settimo, che Verstappen, decimo, non si qualificano nelle prime sei posizioni per la prima volta dal Gran Premio del Bahrein 2018 dove entrambi ebbero penalizzazioni. Per l'olandese, al peggior risultato in qualifica sul circuito ungherese, è la prima qualificazione della stagione al di fuori delle prime quattro posizioni. Il campione del mondo della Red Bull Racing ha conquistato tre podi dopo essere partito dalla decima posizione in giù in carriera, occorrenza verificatasi dopo essere partito rispettivamente sedicesimo, diciottesimo e ventesimo. Bottas, ottavo, termina una striscia di sei eliminazioni consecutive in Q2, mentre per Ricciardo, nono, è la prima apparizione in Q3 per la prima volta dall'edizione del 2017. Per la prima volta dal Gran Premio dell'Emilia-Romagna entrambe le McLaren si qualificano nelle prime dieci posizioni. Pérez, undicesimo, viene eliminato in Q2 per la seconda volta in stagione dopo il Gran Premio del Canada. Il pilota messicano non riesce a qualificarsi al Q3 per la settima volta nelle ultime nove partecipazioni nel Gran Premio d'Ungheria. L'Alfa Romeo, grazie al dodicesimo posto di Zhou, presenta due vetture nelle prime dodici posizioni per la prima volta dall'edizione del 2007, con la scuderia denominata BMW Sauber. Stroll, quattordicesimo, termina una striscia di sette gare consecutive in cui è stato eliminato in Q1, mentre Tsunoda, sedicesimo, si qualifica nella stessa posizione dell'edizione del 2021. Vettel, diciottesimo, non entra in Q3 per la prima volta dell'edizione del 2008. Il tedesco è stato separato da 0"069 dal qualificarsi al Q2. Per Gasly, diciannovesimo, è stata la seconda eliminazione consecutiva in Q1 della stagione. Il pilota francese non si era mai qualificato in precedenza al di fuori delle prime dieci posizioni sul circuito dell'Hungaroring. Latifi è stato il pilota meno rapido in qualifica per il secondo Gran Premio consecutivo dopo il Gran Premio di Francia, dopo essere risultato il più veloce nella terza sessione di prove libere.
Durante la prima fase delle qualifiche, nel primo tentativo, Alexander Albon utilizza un set di pneumatici che era già stato elettronicamente restituito dalla Williams, situazione non conforme al regolamento tecnico. Per questo motivo il pilota viene convocato dai commissari sportivi. La scuderia britannica viene multata di 1 000 euro da parte della Federazione.
Sono stati cancellati quattro tempi dai commissari sportivi ai piloti per non aver rispettato i limiti della pista, durante le qualifiche. Si sono visti cancellare il tempo Mick Schumacher (alla curva 5), Yuki Tsunoda (alla curva 5), Pierre Gasly (alla curva 5) e Max Verstappen (alla curva 11). Inizialmente, anche Sergio Pérez si era visto cancellato un tempo alla curva 5, ma successivamente convalidato.

### Risultati
Nella sessione di qualifica si è avuta questa situazione:
| Pos                         | Nº | Pilota           | Costruttore                  | Q1       | Q2       | Q3       | Griglia |
| --------------------------- | -- | ---------------- | ---------------------------- | -------- | -------- | -------- | ------- |
| 1                           | 63 | George Russell   | Mercedes                     | 1'18"407 | 1'18"154 | 1'17"377 | 1       |
| 2                           | 55 | Carlos Sainz Jr. | Ferrari                      | 1'18"434 | 1'17"946 | 1'17"421 | 2       |
| 3                           | 16 | Charles Leclerc  | Ferrari                      | 1'18"806 | 1'17"768 | 1'17"567 | 3       |
| 4                           | 4  | Lando Norris     | McLaren-Mercedes             | 1'18"653 | 1'18"121 | 1'17"769 | 4       |
| 5                           | 31 | Esteban Ocon     | Alpine-Renault               | 1'18"866 | 1'18"216 | 1'18"018 | 5       |
| 6                           | 14 | Fernando Alonso  | Alpine-Renault               | 1'18"716 | 1'17"904 | 1'18"078 | 6       |
| 7                           | 44 | Lewis Hamilton   | Mercedes                     | 1'18"374 | 1'18"035 | 1'18"142 | 7       |
| 8                           | 77 | Valtteri Bottas  | Alfa Romeo-Ferrari           | 1'18"935 | 1'18"445 | 1'18"157 | 8       |
| 9                           | 3  | Daniel Ricciardo | McLaren-Mercedes             | 1'18"775 | 1'18"198 | 1'18"379 | 9       |
| 10                          | 1  | Max Verstappen   | Red Bull Racing-RBPT         | 1'18"509 | 1'17"703 | 1'18"823 | 10      |
| 11                          | 11 | Sergio Pérez     | Red Bull Racing-RBPT         | 1'19"118 | 1'18"516 | N.D.     | 11      |
| 12                          | 24 | Zhou Guanyu      | Alfa Romeo-Ferrari           | 1'18"973 | 1'18"573 | N.D.     | 12      |
| 13                          | 20 | Kevin Magnussen  | Haas-Ferrari                 | 1'18"993 | 1'18"825 | N.D.     | 13      |
| 14                          | 18 | Lance Stroll     | Aston Martin Aramco-Mercedes | 1'19"205 | 1'19"137 | N.D.     | 14      |
| 15                          | 47 | Mick Schumacher  | Haas-Ferrari                 | 1'19"164 | 1'19"202 | N.D.     | 15      |
| 16                          | 22 | Yuki Tsunoda     | AlphaTauri-RBPT              | 1'19"240 | N.D.     | N.D.     | 16      |
| 17                          | 23 | Alexander Albon  | Williams-Mercedes            | 1'19"256 | N.D.     | N.D.     | 17      |
| 18                          | 5  | Sebastian Vettel | Aston Martin Aramco-Mercedes | 1'19"273 | N.D.     | N.D.     | 18      |
| 19                          | 10 | Pierre Gasly     | AlphaTauri-RBPT              | 1'19"527 | N.D.     | N.D.     | PL      |
| 20                          | 6  | Nicholas Latifi  | Williams-Mercedes            | 1'19"570 | N.D.     | N.D.     | 19      |
| Tempo limite 107%: 1'23"860 |    |                  |                              |          |          |          |         |

In grassetto sono indicate le migliori prestazioni in Q1, Q2 e Q3.

## Gara

### Resoconto
Prima della gara, sulla vettura di Max Verstappen e Sergio Pérez viene installata la terza unità relativa al motore a combustione interna, al turbocompressore, all'MGU-H e all'MGU-K, e la quinta unità relativa all'impianto di scarico. Entrambi i piloti della Red Bull Racing non sono penalizzati sulla griglia di partenza in quanto i nuovi componenti rientrano tra quelli utilizzabili nel numero massimo stabilito dal regolamento tecnico. Sulla vettura di Pierre Gasly viene installata la quarta unità relativa al motore a combustione interna, al turbocompressore, all'MGU-H e all'MGU-K, e la terza unità relativa al sistema di recupero dell'energia e all'unità di controllo elettronico. Il pilota francese dell'AlphaTauri è costretto a partire dal fondo dello schieramento in quanto i nuovi componenti installati superano quelli utilizzabili nel numero massimo stabilito dal regolamento tecnico. I nuovi componenti della power unit sono stati sostituiti mentre la vettura era sotto il regime di parco chiuso senza l'autorizzazione del delegato tecnico della Federazione. Gasly è costretto a partire dalla pit lane.
George Russell mantiene il comando della gara al via, davanti a Carlos Sainz Jr., Charles Leclerc, Lando Norris e Lewis Hamilton. Più dietro c'è un contatto tra la Williams di Alexander Albon e la Haas di Kevin Magnussen. I detriti lasciati dall'incidente costringono la direzione di gara a imporre la virtual safety car, per un paio di giri. Le Red Bull Racing, sfruttando le gomme soft, recuperano posizioni, nei primi giri. Fernando Alonso deve cedere sia a Max Verstappen che a Sergio Pérez. L'olandese passa anche Esteban Ocon, portandosi sesto, già al settimo giro. Pochi giri dopo Hamilton prende la quarta posizione a Norris. Ne approfitta anche Verstappen, che passa il pilota della McLaren. Un giro dopo anche Pérez ha la meglio su Norris che, al sedicesimo giro, va al cambio gomme. Nel giro successivo si ferma anche Russell: partito con gomme morbide, passa all'utilizzo di quelle a mescola media. A seguito di questa sosta, si ferma anche Sainz Jr.. Sulla Ferrari vengono ancora montate medie. Lo spagnolo entra in gara alle spalle di Ocon, che però sorpassa presto. Al ventesimo giro Hamilton monta un treno di gomme medie: l'ex campione del mondo rientra in gara dietro alle due Alpine. Leclerc attende il ventunesimo passaggio. La scuderia italiana monta gomme medie, le stesse utilizzate al via. Il monegasco ora è secondo, alle spalle di Russell, ma davanti a Sainz Jr. e a Verstappen.
Al ventiquattresimo giro si ferma Ocon, il quale opta per gomme dure. Tornato in pista davanti al compagno di scuderia Alonso, si difende per evitare il sorpasso, ma così facendo favorisce Daniel Ricciardo, che passa entrambi. Leclerc si avvicina a Russell, mettendolo sotto pressione per alcuni giri. La manovra decisiva avviene al trentunesimo giro quando il ferrarista sorprende il pilota della Mercedes con una profonda staccata, alla prima curva. Verstappen effettua la sua seconda sosta, al trentottesimo giro; l'olandese mantiene sempre la scelta della copertura a mescola media. Ora è sesto, ma presto il suo compagno di scuderia Pérez, subito davanti a lui, gli dà strada. Per coprire la strategia di Verstappen, passano subito alla seconda sosta sia Russell che Leclerc. Il pilota della Mercedes prosegue con le medie, mentre il ferrarista passa alle hard. Va al comando Sainz Jr., che ha cinque secondi di vantaggio su Hamilton e 16"2 su Leclerc. La scelta della Ferrari penalizza Leclerc che si vede sorpassato da Verstappen, al quarantunesimo giro. Al termine del giro l'olandese va in testacoda, riprende la gara, ma viene ripassato da Leclerc. Alle spalle dell'olandese sopraggiunge Pérez, che lo difende da un possibile attacco di Russell. Pérez si ferma, per il secondo pit stop, dando così il quinto posto proprio a Russell.
Le gomme di Leclerc hanno grossa difficoltà a entrare in temperatura, tanto che al quarantacinquesimo giro Verstappen ripassa il ferrarista. Dopo la seconda sosta di Sainz Jr., che opta per le morbide, Verstappen scala secondo, alle spalle del solo Hamilton. Il britannico comanda il Gran Premio fino al cinquantunesimo giro, quando passa ai box e monta gomme morbide. Dopo il pit stop di Hamilton, alle spalle di Verstappen, ci sono Leclerc, Russell, Sainz Jr. e lo stesso Hamilton. Anche nella sfida con il pilota della Mercedes Leclerc non può difendersi, e cede, al cinquantatreesimo giro, la seconda posizione. Subito dopo Leclerc viene richiamato ai box, per montare gomme a mescola morbida, con cui concludere la gara. Dopo questa terza sosta il monegasco è sesto, anche alle spalle di Pérez. Nei giri successivi Leclerc ha un ritmo migliore di quello del messicano, ma non si avvicinerà mai per poter tentare il sorpasso. Verstappen comanda agevolmente la gara, con quasi nove secondi di margine su Russell, quasi dieci e mezzo su Sainz Jr.. Su questi due piomba Hamilton che passa lo spagnolo al sessantatreesimo giro e, nel giro successivo, anche il compagno di team. A tre giri dal termine si ritira Valtteri Bottas. La sua Alfa Romeo è in una zona considerata pericolosa, tanto che viene nuovamente stabilito il regime di vettura di sicurezza virtuale. Negli ultimi due giri la pioggia, che era stata quasi impercettibile durante la gara, diventa più intensa, ma senza ostacolare la guida dei piloti.
Verstappen vince la gara, davanti alla coppia della Mercedes. Sainz Jr. è quarto, mentre Leclerc viene preceduto in volata da Pérez. Il campione del mondo vince il ventottesimo Gran Premio in carriera, l'ottava vittoria stagionale. Il pilota olandese, che ha condotto la cinquantesima gara della sua carriera, non aveva mai trionfato partendo al di fuori delle prime quattro posizioni. Per il secondo Gran Premio d'Ungheria consecutivo dopo quello del 2021 in cui a trionfare fu Ocon partendo dall'ottava piazza, ma solo per la quarta volta nella storia del circuito dell'Hungaroring, il vincitore della corsa è appannaggio di un pilota qualificatosi al di fuori delle prime quattro posizioni. Verstappen conquista per la quarta volta in carriera il podio dopo essere partito dalla decima posizione in giù, occorrenza verificatasi nelle tre precedenti occasioni dopo essere partito rispettivamente sedicesimo, diciottesimo e ventesimo. Per la Red Bull Racing è la nona vittoria del campionato. La scuderia austriaca, al terzo successo complessivo nel Gran Premio d'Ungheria, torna a trionfare sul circuito dell'Hungaroring, con i motori sotto una diversa denominazione, per la prima volta dall'edizione del 2014 con Ricciardo, quando la squadra era spinta dai motori della Renault. La scuderia di Milton Keynes aveva trionfato solamente una volta in precedenza nella propria storia con un pilota partente fuori dalle prime sei posizioni nel Gran Premio d'Azerbaigian 2017 proprio con Ricciardo, partendo dalla stessa decima posizione di Verstappen. Hamilton, secondo, batte il record per il maggior numero di giri condotti in una singola pista nella storia del campionato. Il precedente record era detenuto da Bill Vukovich durante la 500 Miglia di Indianapolis, che fu una prova valida per il campionato mondiale durante gli anni 1950. Per il britannico è l'undicesimo podio sul circuito ungherese, il quinto consecutivo del campionato, la striscia attiva più lunga nella categoria. È la trentunesima volta che Verstappen e Hamilton, in qualsiasi ordine, terminano in prima e seconda posizione in un Gran Premio. La Mercedes ha condotto più giri in questa gara rispetto a tutte le altre gare messe insieme in questa stagione. Il podio della gara è lo stesso di quello del precedente Gran Premio di Francia. La Ferrari, che ha il miglior pilota classificato Sainz Jr. al quarto posto, ottiene un risultato peggiore rispetto all'edizione del 2021 in cui proprio lo spagnolo terminò terzo dopo la squalifica di Vettel. Pérez, quinto, ottiene il primo piazzamento tra i primi cinque classificati in carriera all'Hungaroring nella sua dodicesima partecipazione, mentre Leclerc, sesto, non ha ancora terminato a podio sulla pista magiara sia nella massima categoria che in Formula 2. Norris, settimo, termina in questa posizione per la terza gara consecutiva, mentre Alonso, ottavo, termina per l'ottava volta di fila in stagione a punti, e per l'undicesima volta consecutiva conquista punti sul circuito dell'Hungaroring. Grazie al nono posto di Ocon, l'Alpine ottiene punti con entrambe le vetture per la terza gara di fila del campionato. Nel weekend di gara in cui ha annunciato il ritiro dalla categoria al termine della stagione, Vettel, decimo, conquista punti per la quinta volta in stagione. Il tedesco supera il compagno di scuderia Stroll nelle fasi conclusive della gara, dopo essere accaduto l'opposto nel precedente Gran Premio di Francia, sempre nei giri finali. Gasly, dodicesimo, non ottiene punti da cinque Gran Premi. Il vincitore Verstappen conduce la classifica piloti con il margine più alto mai ottenuto sul secondo, Leclerc, distante 80 punti. Per la prima volta dalla stagione 2011, è il distacco più ampio prima della pausa estiva. Per la tredicesima volta nella storia della massima categoria, per la nona volta nell'era turbo-ibrida, iniziata nella stagione 2014, e per la prima volta in stagione, non si sono verificati ritiri, occorrenza verificatasi per tre volte nella precedente stagione, nei Gran Premi di Francia, Belgio e Turchia, nonostante Bottas sia stato l'unico pilota a non tagliare il traguardo per un problema al motore, comunque classificato per aver coperto il 90% della distanza di gara. I meccanici della Red Bull Racing stabiliscono il primato stagionale di tempo per una sosta ai box durante un pit stop di Pérez, con 2"19. Il precedente record apparteneva alla Ferrari durante un pit stop di Leclerc con 2"23 nel Gran Premio di Spagna.
Sono stati cancellati 15 tempi dai commissari sportivi ai piloti per non aver rispettato i limiti della pista, durante la gara. Si sono visti cancellare il tempo tre volte Kevin Magnussen (di cui due volte alla curva 4 e una volta alla curva 12) e Nicholas Latifi (una volta alla curva 11, una volta alla curva 13 e una volta alla curva 4), due volte Lewis Hamilton (entrambe le volte alla curva 12) e Zhou Guanyu (una volta alla curva 4 e una volta alla curva 13), una volta Sebastian Vettel (alla curva 7), Mick Schumacher (alla curva 7), Yuki Tsunoda (alla curva 7), Alexander Albon (alla curva 7) e Daniel Ricciardo (alla curva 4).

### Risultati
I risultati del Gran Premio sono i seguenti:
| Pos | Nº | Pilota           | Costruttore                  | Giri | Tempo/Ritiro         | Griglia | Punti |
| --- | -- | ---------------- | ---------------------------- | ---- | -------------------- | ------- | ----- |
| 1   | 1  | Max Verstappen   | Red Bull Racing-RBPT         | 70   | 1h39'35"912          | 10      | 25    |
| 2   | 44 | Lewis Hamilton   | Mercedes                     | 70   | +7"834               | 7       | 19    |
| 3   | 63 | George Russell   | Mercedes                     | 70   | +12"337              | 1       | 15    |
| 4   | 55 | Carlos Sainz Jr. | Ferrari                      | 70   | +14"579              | 2       | 12    |
| 5   | 11 | Sergio Pérez     | Red Bull Racing-RBPT         | 70   | +15"688              | 11      | 10    |
| 6   | 16 | Charles Leclerc  | Ferrari                      | 70   | +16"047              | 3       | 8     |
| 7   | 4  | Lando Norris     | McLaren-Mercedes             | 70   | +1'18"300            | 4       | 6     |
| 8   | 14 | Fernando Alonso  | Alpine-Renault               | 69   | +1 giro              | 6       | 4     |
| 9   | 31 | Esteban Ocon     | Alpine-Renault               | 69   | +1 giro              | 5       | 2     |
| 10  | 5  | Sebastian Vettel | Aston Martin Aramco-Mercedes | 69   | +1 giro              | 18      | 1     |
| 11  | 18 | Lance Stroll     | Aston Martin Aramco-Mercedes | 69   | +1 giro              | 14      |       |
| 12  | 10 | Pierre Gasly     | AlphaTauri-RBPT              | 69   | +1 giro              | PL      |       |
| 13  | 24 | Zhou Guanyu      | Alfa Romeo-Ferrari           | 69   | +1 giro              | 12      |       |
| 14  | 47 | Mick Schumacher  | Haas-Ferrari                 | 69   | +1 giro              | 15      |       |
| 15  | 3  | Daniel Ricciardo | McLaren-Mercedes             | 69   | +1 giro              | 9       |       |
| 16  | 20 | Kevin Magnussen  | Haas-Ferrari                 | 69   | +1 giro              | 13      |       |
| 17  | 23 | Alexander Albon  | Williams-Mercedes            | 69   | +1 giro              | 17      |       |
| 18  | 6  | Nicholas Latifi  | Williams-Mercedes            | 69   | +1 giro              | 19      |       |
| 19  | 22 | Yuki Tsunoda     | AlphaTauri-RBPT              | 68   | +2 giri              | 16      |       |
| 20  | 77 | Valtteri Bottas  | Alfa Romeo-Ferrari           | 65   | Iniezione carburante | 8       |       |

Lewis Hamilton riceve un punto addizionale per aver segnato il giro più veloce della gara.

## Classifiche mondiali

### Piloti
| Pos | Pilota           | Punti |
| --- | ---------------- | ----- |
| 1   | Max Verstappen   | 258   |
| 2   | Charles Leclerc  | 178   |
| 3   | Sergio Pérez     | 173   |
| 4   | George Russell   | 158   |
| 5   | Carlos Sainz Jr. | 156   |
| 6   | Lewis Hamilton   | 146   |
| 7   | Lando Norris     | 76    |
| 8   | Esteban Ocon     | 58    |
| 9   | Valtteri Bottas  | 46    |
| 10  | Fernando Alonso  | 41    |
| 11  | Kevin Magnussen  | 22    |
| 12  | Daniel Ricciardo | 19    |
| 13  | Pierre Gasly     | 16    |
| 14  | Sebastian Vettel | 16    |
| 15  | Mick Schumacher  | 12    |
| 16  | Yuki Tsunoda     | 11    |
| 17  | Zhou Guanyu      | 5     |
| 18  | Lance Stroll     | 4     |
| 19  | Alexander Albon  | 3     |

### Costruttori
| Pos | Costruttore                  | Punti |
| --- | ---------------------------- | ----- |
| 1   | Red Bull Racing-RBPT         | 431   |
| 2   | Ferrari                      | 334   |
| 3   | Mercedes                     | 304   |
| 4   | Alpine-Renault               | 99    |
| 5   | McLaren-Mercedes             | 95    |
| 6   | Alfa Romeo-Ferrari           | 51    |
| 7   | Haas-Ferrari                 | 34    |
| 8   | AlphaTauri-RBPT              | 27    |
| 9   | Aston Martin Aramco-Mercedes | 20    |
| 10  | Williams-Mercedes            | 3     |

## Decisioni della FIA
Al termine della gara, il pilota cinese dell'Alfa Romeo, Zhou Guanyu, non riceve sanzioni da parte dei commissari sportivi per essere uscito fuori pista e aver tratto un vantaggio alla curva 14 in fase di duello contro il pilota tedesco della Haas Mick Schumacher, nel corso dell'ultimo giro.